# Mark Hofmann
Mark Hofmann (ur. 7 grudnia 1954 w Salt Lake City) – amerykański fałszerz specjalizujący się w podrabianiu mormońskich dokumentów oraz amerykańskich pieniędzy.

## Życiorys
Urodził się 7 grudnia 1954 r. w Salt Lake City w mormońskiej rodzinie jako jedyny syn i drugie z trójki dzieci Williama i Lucilli Hofmann. Wychowywał się w rodzinnym mieście oraz w Buena Park. Już w dzieciństwie zaczął pierwsze próby podrabiania przedmiotów, dzięki czemu mógł imponować odnajdywaniem skarbów, a w wieku 14 lat postarzył monetę, wykorzystując opracowaną przez siebie metodę tak dobrze, że towarzystwo numizmatyczne uznało ją za autentyczną. Odbył edukację na Utah State University, gdzie uczęszczał na zajęcia przygotowujące do studiów medycznych, ale porzucił je po udanym fałszerstwie, co pozwoliło mu zbudować pozycję wśród kolekcjonerów.
W wieku nastoletnim porzucił religię, ale ukrywał ten fakt przed rodziną i pojechał na obowiązkowy dla wyznawców wyjazd misyjny do Wielkiej Brytanii. Tam zainteresował się antykami i w jednym z antykwariatów odkrył w 1980 r. egzemplarz Biblii Króla Jakuba, w której znajdował się rzekomy rękopis założyciela mormonizmu Josepha Smitha. Za sprawą tego odkrycia został obwołany Indianą Jonesem starych dokumentów.
W szczególności znany jest z fałszowania dokumentów, dotyczących mormonów, których to fałszerstw dokonywał nie tylko z powodów finansowych, ale też by podkopać autorytet tej religii, którą pogardzał, stąd m.in. w swoich fałszerstwach podważał fundamenty tej wiary. Podrabiał też m.in. listy Abrahama Lincolna i George’a Washingtona oraz wiersz Emily Dickinson, stworzył też dokument nazywany Oath of a Freeman, który datowano na 1630 r., co czyniło go najstarszym drukowanym amerykańskim dokumentem. Od 1980 r. do aresztowania fałszowanie dokumentów było jego jedynym źródłem utrzymania; łącznie Hofmann sfałszował kilkaset dokumentów i co najmniej 86 różnych podpisów.
Skazany za dwukrotne morderstwo, które popełnił 15 października 1985 r. w celu zatuszowania swoich fałszerstw – dwie osoby, w tym jedna postronna, zginęły w eksplozjach podłożonych przez niego ładunków wybuchowych. Hofmann usiłował odwrócić od siebie uwagę, toteż trzecią bombę podłożył pod swój samochód i odniósł w tym wybuchu poważne obrażenia.
Aresztowany na początku następnego roku w związku z postawionymi mu 27 zarzutami morderstw, skonstruowania i podłożenia bomb oraz licznych oszustw. Przyznał się do dwóch morderstw, w związku z czym odstąpiono od innych zarzutów. W styczniu 1988 r. skazany na wyrok więzienia od pięciu lat do dożywocia. Jeszcze w tym samym 1988 r. odmówiono mu prawa do przedterminowego zwolnienia. W tym samym roku i dwa lata później usiłował bezskutecznie popełnić samobójstwo, poprzez przedawkowanie narkotyków.
Od 1979 r. żonaty z Doralee Olds, z którą miał czworo dzieci, po skazaniu żona wystąpiła o rozwód.
W 2021 r. ukazał się na platformie Netflix poświęcony mu dokument Murder Among the Mormons.